# Йоркшир (переписна місцевість, Нью-Йорк)
Йоркшир (англ. Yorkshire) — переписна місцевість (CDP) в США, в окрузі Каттарогус штату Нью-Йорк. Населення — 1176 осіб (2020).

## Географія
Йоркшир розташований за координатами 42°31′24″ пн. ш. 78°28′32″ зх. д. / 42.52333° пн. ш. 78.47556° зх. д. (42.523366, -78.475521).  За даними Бюро перепису населення США в 2010 році переписна місцевість мала площу 4,80 км², з яких 4,78 км² — суходіл та 0,03 км² — водойми.

## Демографія
Згідно з переписом 2010 року, у переписній місцевості мешкало 1180 осіб у 561 домогосподарстві у складі 313 родин. Густота населення становила 246 осіб/км².  Було 639 помешкань (133/км²).
Расовий склад населення:
| - 97,5 % — білих - 0,4 % — корінних американців - 0,3 % — чорних або афроамериканців - 0,2 % — азіатів |

До двох чи більше рас належало 1,1 %. Частка іспаномовних становила 0,6 % від усіх жителів.
За віковим діапазоном населення розподілялося таким чином: 19,5 % — особи молодші 18 років, 60,8 % — особи у віці 18—64 років, 19,7 % — особи у віці 65 років та старші. Медіана віку мешканця становила 44,3 року. На 100 осіб жіночої статі у переписній місцевості припадало 85,8 чоловіків;  на 100 жінок у віці від 18 років та старших — 85,5 чоловіків також старших 18 років.
Середній дохід на одне домашнє господарство  становив 34 447 доларів США (медіана — 22 250), а середній дохід на одну сім'ю — 44 354 долари (медіана — 38 250). За межею бідності перебувало 19,2 % осіб, у тому числі 40,0 % дітей у віці до 18 років та 16,6 % осіб у віці 65 років та старших.
Цивільне працевлаштоване населення становило 406 осіб. Основні галузі зайнятості: виробництво — 42,4 %, оптова торгівля — 11,8 %, освіта, охорона здоров'я та соціальна допомога — 10,3 %, мистецтво, розваги та відпочинок — 9,1 %.